# Epicephala squamella
Epicephala squamella là một loài bướm đêm thuộc họ Gracillariidae. Loài này có ở Việt Nam.